# Arkanoid
Arkanoid (アルカノイド, Arukanoido)  é um jogo eletrônico para arcade desenvolvido pela Taito em 1986. O jogo é baseado em Breakout, jogo da Atari também para arcade lançado em 1976.

## Enredo
De acordo com a tela de apresentação, numa tradução livre:

## Jogabilidade
O jogo é formado por uma bola, uma "raquete" (a nave Vaus) e blocos coloridos. A bola começa a andar pela tela e, movimentando a raquete para esquerda ou direita, o jogador deve rebater a bola em direção aos blocos, destruindo-os e ganhando pontos. Após destruir todos os blocos, o jogador passa à fase seguinte. Alguns blocos liberam power-ups ao serem destruídos, que variam entre bolas múltiplas, redução de velocidade, canhão laser, imã (que prende a bola na raquete por alguns segundos) e vidas extras, entre outros. O controle consiste em um direcional do tipo spin (um knob que, ao ser girado, movimenta a raquete, de acordo com a velocidade aplicada) e um botão de tiro, usado apenas quando a nave está equipada com o canhão laser ou o imã.

## Versões
Arkanoid teve versões para Famicom/NES e computadores como Atari ST, PC, MSX, Commodore 64, ZX Spectrum, Amstrad CPC, entre outros. A versão para NES tinha um controle especial vendido junto com o cartucho, que simulava o controle spin da versão arcade.

## Clones
Arkanoid foi provavelmente o jogo mais parodiado de seu tempo, e acabou por criar um gênero de jogos que ficaram conhecidos como Breakout (em referência ao jogo original da Atari, de 1976). Alguns deles:
- Act out (Amiga)
- Amegas (Amiga)
- Ball Raider (Amiga)
- Batty (Commodore 64, ZX Spectrum, Amstrad CPC)
- Block Buster (Amiga)
- Bouncer (Amiga)
- DX-Ball (Windows, Arcade)
- Impact (Amiga, Commodore 64, Atari ST, ZX Spectrum)
- Krakout (Commodore 64, ZX Spectrum, Amstrad CPC, MSX)
- Pulsoid (Commodore 64)
- Addicta Ball (Amiga, Commodore 64, Atari ST, ZX Spectrum)
- Ball-Blasta (Commodore 64)
- Ball Raider II (Amiga)
- Crack (Amiga)
- Crillion (Commodore 64)
- Crystal Hammer (Amiga)
- Hallax (Commodore 64)
- Meganoid (Amiga)
- Ricochet (Commodore 64)
- Traz (Commodore 64)
- Virus: The Breakout Error (Commodore 64)
- Bananoid (1989, PC, freeware)
- Crasher (1991, Commodore 64)
- Touhou Reiiden ~ Highly Responsive to prayers (1996, NEC PC-98)
- Mega Ball (1995, Amiga)
- Krypton Egg (1989, Amiga, Atari ST, IBM PC)
- Plexnoid (1992, Commodore 64)
- Snoball in Hell (1989, Commodore 64)
- T3 Bricks (2008, celular)
- Titan (1989, Commodore 64)
- Dark Ball (2004, Windows)
- Dark Ball 2 : Kharma (2010, Windows)
- Bad Block Playtronic (2019, Android)

## Continuação
Arkanoid: Revenge of Doh é a continuação direta de Arkanoid, lançada em 1987.